# Mette Poulsen
Mette Poulsen (* 14. Juni 1993 in Næstved) ist eine dänische Badmintonnationalspielerin. 

## Karriere
Mette Poulsen gewann bis 2010 elf Titel im Nachwuchsbereich in ihrer Heimat Dänemark. 2010 wurde sie erstmals für die dänische Damennationalmannschaft nominiert, konnte als Youngster aber bei der Weltmeisterschaft das Ausscheiden des dänischen Teams im Viertelfinale nicht verhindern. Ihren ersten internationalen Einzelerfolg erkämpfte sie bei den Iceland International 2010 im Mixed mit Frederik Colberg.

## Sportliche Erfolge
| Saison    | Veranstaltung                                    | Disziplin   | Platz | Name                                                   |
| --------- | ------------------------------------------------ | ----------- | ----- | ------------------------------------------------------ |
| 2005/2006 | Dänemark: Einzelmeisterschaften der Junioren U13 | Mixed       | 1     | Frederik Colberg, Holbæk / Mette Poulsen, Næstved      |
| 2005/2006 | Dänemark: Einzelmeisterschaften der Junioren U13 | Dameneinzel | 1     | Mette Poulsen, Næstved                                 |
| 2005/2006 | Dänemark: Einzelmeisterschaften der Junioren U13 | Damendoppel | 1     | Josephine Van Zaane, Hillerød / Mette Poulsen, Næstved |
| 2006/2007 | Dänemark: Einzelmeisterschaften der Junioren U15 | Mixed       | 1     | Frederik Colberg, Holbæk / Mette Poulsen, Næstved      |
| 2007/2008 | Dänemark: Einzelmeisterschaften der Junioren U15 | Mixed       | 1     | Mette Poulsen, Næstved / Frederik Colberg, Holbæk      |
| 2007/2008 | Dänemark: Einzelmeisterschaften der Junioren U15 | Dameneinzel | 1     | Mette Poulsen, Næstved                                 |
| 2007/2008 | Dänemark: Einzelmeisterschaften der Junioren U15 | Damendoppel | 1     | Mette Poulsen, Næstved / Josephine Van Zaane, Hillerød |
| 2008/2009 | Dänemark: Einzelmeisterschaften der Junioren U17 | Mixed       | 1     | Frederik Colberg, Holbæk / Mette Poulsen, Skælskør     |
| 2009/2010 | Dänemark: Einzelmeisterschaften der Junioren U19 | Dameneinzel | 1     | Mette Poulsen, Skælskør                                |
| 2009/2010 | Dänemark: Einzelmeisterschaften der Junioren U17 | Mixed       | 1     | Frederik Colberg, Holbæk / Mette Poulsen, Skælskør     |
| 2009/2010 | Dänemark: Einzelmeisterschaften der Junioren U17 | Dameneinzel | 1     | Mette Poulsen, Skælskør                                |
| 2010      | Iceland International                            | Mixed       | 1     | Frederik Colberg / Mette Poulsen                       |
| 2010      | Uber Cup                                         | Damenteam   | 5     | Dänemark                                               |
| 2011      | Junioreneuropameisterschaft                      | Damendoppel | 1     | Mette Poulsen / Ditte Strunge Larsen                   |
| 2016      | Scottish Open                                    | Dameneinzel | 1     | Mette Poulsen                                          |